# Wanda Jewell
Wanda Jewell (n. 19 iunie 1954, Havre⁠(d), Montana, SUA) este o trăgătoare de tir ce a reprezentat Statele Unite ale Americii, medaliată olimpică. A participat la 2 ediții ale Jocurilor Olimpice (1984, 1988) în care a câștigat o medalie de bronz.